# Лобенгула
Лобенгула (ок. 1836 или 1845 — возможно, январь 1894) — второй и последний инкоси (вождь, верховный лидер) народа матабеле в южной части Африки, сын инкоси Мзиликази. Правил в 1870—1894 годах, будучи последним независимым правителем крупного государства на юге континента.

## Биография
Лобенгула взошёл на престол через два года после смерти своего отца. Он пришёл к власти в результате двухлетней гражданской войны с силами своего брата Мангване, причём он лично участвовал в сражениях, чем завоевал расположение ряда военачальников. Его торжественная коронация состоялась в 1870 году в Мланландлеле. В 1872 году с помощью британцев из Наталя он отразил вторжение войск изгнанного Мангване. В 1880-х годах пытался, используя противоречия между британцами, немцами, португальцами и бурами из Трансвааля, дипломатическим путём остановить европейскую экспансию на территориях между Замбези и Лимпопо, не придав, тем не менее, большого значения открытию залежей золота в Витватерсранде в 1886 году. В феврале 1888 года был вынужден подписать договор о «дружбе» с Великобританией, а в октябре того же года — договор о концессии полезных ископаемых его страны с посланцами Сесиля Родса, с которым он был лично знаком. Сыграл свою роль и врач, лечивший Лобенгулу от подагры.
Эти договоры фактически сделали страну ндебеле протекторатом Великобритании, но в 1889 году Лобенгула, осознав, что был обманут, отказался предоставить доступ британцам в ряд районов его государства, а в 1890 году его войска совершили рейд в британский Машоналенд. В ноябре 1893 года Великобритания силами Британской Южно-Африканской компании вторглась в страну ндебеле, объявив причиной войны угрозу со стороны армии Лобенгулы. Британские солдаты активно применяли пулемёт Максима, что привело к большим потерям среди воинов ндебеле.
Доподлинно неизвестно, какая судьба постигла Лобенгулу: по некоторым источникам, уже в декабре 1893 года он был серьёзно болен (возможно, оспой или дизентерией) и умер в январе 1894 года, но информация о его смерти держалась в секрете на протяжении нескольких месяцев. По другой информации, ему удалось бежать через Замбези к дружественным племенам, ещё не подвергшимся колонизации. Известно лишь то, что он отдал приказ сжечь свою столицу, Булавайо, сумел разбить британский отряд, отправленный на его поимку, и двинулся в направлении Замбези. Его формальным преемником стал его сын Наяманда, возглавивший крупное восстание против англичан в 1896 году, которое было подавлено в октябре 1897 года с помощью регулярных войск.

## Личность
Согласно сохранившимся описаниям, Лобенгула был высокого роста и мощного телосложения, весил около 120 килограммов, питался в основном говядиной и просяным пивом. У него было более 20 жён. В начале своего правления он, как сообщается, охотно принимал европейцев, но впоследствии перестал доверять им, особенно узнав о мощи огнестрельного оружия. При этом он был терпим к белым охотникам, заходившим в его владения, но находился в состоянии войны с большинством других африканских племён, окружавших его страну.
Высказывания: «Англия — хамелеон, а я муха», о миссионерах: «Наверное, они верят искренне. Но ведь им и платят, чтобы они так говорили», «Подлинное имя моего народа — зулусы», «разве можно купить народ за какую-либо цену».

## В культуре
- Лобенгула упоминается в одном из стихотворении Киплинга.
- В Южной Африке популярна легенда о кладе Лобенгулы. Она нашла отражение в фильме «Шерлок Холмс и происшествие у водопада Виктория», романе Александра Косарева «Глаз Лобенгулы», Уилбура Смита «Леопард охотится в темноте».
- Лобенгула являлся персонажем романа Райдера Хаггарда «Бенита» (1906) о кладе в заброшенной португальской крепости на территории племени матабеле.